# ماریون تورنت
ماریون تورنت (انگلیسی: Marion Torrent؛ زادهٔ ۱۷ آوریل ۱۹۹۲) بازیکن فوتبال اهل فرانسه است.
از باشگاه‌هایی که در آن بازی کرده‌است می‌توان به باشگاه فوتبال زنان مون‌پلیه اشاره کرد.
وی همچنین در تیم‌های ملی فوتبال France women's national under-17 football team, France women's national under-19 football team، و زنان فرانسه بازی کرده‌است.